# Edward Singleton Holden
Edward Singleton Holden (St. Louis, 5 novembre 1846 – West Point, 16 marzo 1914) è stato un astronomo statunitense.
Ufficiale dell'esercito, insegnò (1873) matematica alla marina e poi fu astronomo navale.
Diresse l'Osservatorio Washburn (1881-1885) e l'Osservatorio Lick (1888-1895) e fu fondatore della Società Astronomica del Pacifico.
Gli è stato dedicato un asteroide, 2974 Holden.